# Marsciano
Marsciano är en ort och kommun i provinsen Perugia i regionen Umbrien i Italien. Kommunen hade 18 574 invånare (2018).